# オーウェン・ウィリアムズ
オーウェン・ウィリアムズ（Owen Williams、1992年2月27日 - ）は、ユナイテッド・ラグビー・チャンピオンシップオスプリーズに所属するラグビー選手。

## プロフィール
- ウェールズ・ニース出身。
- ポジションはスタンドオフ(SO)、センター(CTB)。
- 身長 185cm、体重 98kg
- U20ウェールズ代表に選ばれたことがある[1]。
- ウェールズ代表キャップ数は3(2020年7月現在)。

## 略歴
ラネリRFC、スカーレッツ、レスター・タイガース、グロスターを経て、2020年、NTTドコモレッドハリケーンズ(現・NTTドコモレッドハリケーンズ大阪)に加入。
2021年2月27日にジャパンラグビートップリーグ第2節NECグリーンロケッツ戦に先発出場で日本での公式戦初出場を果たす。同年4月、ウスター・ウォリアーズに加入。
2022年、ウスター・ウォリアーズ破産による活動休止に伴い、オスプリーズに加入。